# Richard Paulet, 17. Marquess of Winchester

Wappen des Marquess of Winchester

Richard Charles Paulet, 17. Marquess of Winchester (* 8. Juli 1905; † 5. März 1968) war ein britischer Peer.

## Familie
Er war der Sohn des Charles Standish Paulet (1873–1953) und Lilian Jane Charlotte Cunningham Fosbery (1880–1972). 1962 erbte er beim Tod seines Großonkels zweiten Grades, Henry Paulet, 16. Marquess of Winchester, dessen Adelstitel, einschließlich des damit verbundenen Sitzes im House of Lords.
1968 starb er unverheiratet und kinderlos. Richard Paulet ist auf dem Redford Cemetery in Greystones begraben. Seine Titel erbte sein Neffe zweiten Grades Nigel Paulet, 18. Marquess of Winchester.